# Tetraponera binghami
Tetraponera binghami é uma espécie de formiga do gênero Tetraponera, pertencente à subfamília Pseudomyrmecinae.